# Steinerbos
Het Steinerbos, ook wel Belevenispark Steinerbos genoemd, is een bos en recreatiepark in Stein in de Nederlandse provincie Limburg. Het bos heette oorspronkelijk 'Cortenbosch' en behoorde tot kasteel Stein. In 1938 werd het aangekocht door Staatsmijnen ten behoeve van de recreatie van mijnwerkers en hun gezinnen. De aanleg van de eerste recreatievoorzieningen dateert van 1946. Het park werd later eigendom van de gemeente Stein. Een mogelijke overname door attractiepark De Valkenier uit Valkenburg, waarvan sprake was in 2004, vond geen doorgang.

## Steinerbos
Het Steinerbos is een 33 hectare groot recreatiepark in Stein, Limburg. Het park kent een lange geschiedenis die teruggaat tot het mijnverleden van Zuid-Limburg.

## Geschiedenis
Het gebied waar het Steinerbos ligt, maakte oorspronkelijk deel uit van het wildgebied van Kasteel Stein. In 1938 werd het terrein aangekocht door de Staatsmijnen, met het doel het natuurschoon te behouden en toegankelijk te maken voor de gemeenschap.
Na de Tweede Wereldoorlog kreeg het Steinerbos een nieuwe functie als recreatieoord voor mijnwerkers, hun gezinnen en gepensioneerden. In 1946 werd het park officieel geopend. De inrichting stond onder leiding van tuin- en landschapsarchitect John Bergmans, die een natuurlijke opzet behield met een gesloten boszone rondom en een open recreatiezone in het hart van het park.
Kenmerkende elementen zoals de grote vijver, de boswachterswoning en enkele houten woningen bleven behouden. Daarnaast werden nieuwe voorzieningen gerealiseerd, waaronder wandelpaden en bruggen, een botenhuis met steiger, speeltoestellen (gemaakt door leerlingen van de Staatsmijnen), picknickweiden, een hertenkamp en een openluchttheater (1945), dat later werd omgevormd tot heemtuin.
In de jaren vijftig en zestig ontwikkelde het Steinerbos zich tot een populaire gezinsbestemming. Toen de mijnbouw in de regio afnam, bleef het park behouden. In 1977 werd het Steinerbos, inclusief een behoudsfonds, overgedragen aan de gemeente Stein .Een mogelijke overname door attractiepark De Valkenier uit Valkenburg, waarvan sprake was in 2004, vond geen doorgang.

## Voorzieningen
Het Steinerbos is in de loop der jaren verder uitgebreid en beschikt tegenwoordig over onder meer:
- een grote roeivijver
- binnen- en buitenspeeltuinen
- waterglijbanen en een zwembad
- een blotevoetenpad en natuurspeelplekken
- een kinderboerderij en een alpacaboerderij (sinds 2020 gevestigd)
- de Steinerbos Express (mini-treintje), trampolines en midgetgolf
- picknickvelden
- een brasserie in de voormalige boswachterswoning

Verder is er een heemtuin en een onderkomen van de afdeling Stein van natuurorganisatie IVN. Deze zijn regelmatig geopend voor bezoekers.

## Betekenis
Het Steinerbos is sinds de opening uitgegroeid tot een plek van recreatie en natuurbeleving voor meerdere generaties. Het park wordt nog steeds verder ontwikkeld, waarbij rekening wordt gehouden met zowel de historische achtergrond als de toekomstbestendige inrichting.